# Terres baixes de Kuban-Azov
Les terres baixes de Kuban-Azov - Кубано-Приазовская низменность (rus) - és una regió de planes esteses per la Rússia europea meridional, a la zona occidental de Caucas del Nord.
Està delimitada a l'oest per les aigües de la mar d'Azov, al sud per la serralada del Caucas, al nord per la depressió del Kumà-Mànitx, i a l'est per les altures de Stàvropol. La plana té una altitud mitjana de 100-150 m sobre el nivell del mar. El seu principal eix geogràfic és el riu Kuban. Cal destacar també el riu Ieia, que discorre per la part septentrional.
El clima de la zona tendeix a ser continental, amb hiverns moderadament freds, estius calorosos i precipitacions no gaire abundants (400-600 mm anuals de mitjana). La vegetació predominant és la de l'estepa, caracteritzada per les herbàcies i el sòl de txernozem desenvolupat sobre el substrat carbonàtic.